# HMS Brazen (F91)
La HMS Brazen (F91) fue una fragata Tipo 22 de la Royal Navy. Fue adquirida por Brasil pasando a llamarse Bosísio (F48), en honor al almirante Paulo Bosísio.

## Historia
Fue colocada su quilla en 1978; fue botada en 1980; y asignada en 1982 (el 2 de julio). Apenas asignada, la HMS Brazen hizo patrullas en las islas Malvinas, participó de la Operación Offcut (Líbano, 1983) la Operación Granby (golfo Pérsico, 1991). En 1996 fue parte del bloqueo naval a Serbia junto al HMS Illustrious entre otras naves.
En 1996 fue adquirida por la marina de guerra de Brasil cambiando su nombre a Bosísio. Fue asignada en el 2.º escuadrón de fragatas. A lo largo de su vida operativa participó de ejercicios y operaciones navales. Causó baja en 2015; su casco fue utilizado como objetivo en un ejercicio de tiro y bombardeo siendo hundido en 2017.